# Dayán Díaz
Dayán Enrique Díaz (Cartagena de Indias, 10 de febrero de 1989) es un beisbolista profesional colombiano, se desempeña como lanzador, jugando principalmente en las Grandes Ligas de Béisbol. 

## Carrera en la MLB

### Astros de Houston (Ligas menores)
A sus 17 años inició su carrera el 6 de octubre de 2005 firmando como agente libre aficionado, asignado al Venoco de Guacara en la Venezuelan Summer League de Ligas Menores hasta 2008, en 2010 volvió a participar en dos juegos asignado a los Astros de la Gulf Coast League, pasando en el 2011 al Tri-City ValleyCats, cerrando su primer ciclo con Houston Astros en Lexington Legends de Clase A. Disputó en total 91 juegos, de los cuales ganó 15, perdió 10, salvó 24 juegos con 189 ponches, sin jugar en Ligas Mayores.

### Cachorros de Chicago (Ligas menores)
El 31 de diciembre de 2012 firmó con los Cachorros de Chicago como agente libre, disputando en Ligas Menores del 2013 un total de 13 juegos donde inició 1 y cerró 5, sin ganar juegos, perdiendo 1 y salvando 1. Fue dejado como agente libre el 23 de agosto de 2013 sin jugar en Ligas Mayores.

### Medias Rojas de Boston (Ligas menores)
Firmó el 5 de diciembre de 2013 con Medias Rojas de Boston como agente libre, asignado en el 2014 a las Ligas Menores donde disputó hasta el 2015 disputando 104 juegos en total, 54 de ellos como cerrador, de los cuales ganó 4 juegos, perdió 5 y salvó 15 juegos, y ponchando 146 hasta el 6 de noviembre de 2015 dejado como agente libre.

### Rojos de Cincinnati
El Rojos de Cincinnati apostó por Dayán Diaz firmando el 25 de noviembre de 2015 como agente libre asignado en el 2016 en las Ligas Menores al Louisville Bats y al Cardenales de Lara acumulando un total de 59 juegos, de los cuales inició 1, cerro 20, ganando 11 y perdiendo 3, salvó 1 juego y ponchó en 65 ocasiones, dejando así una efectividad de 2.76 (ERA).
Fue llamado a las Ligas Mayores por primera vez el 22 de mayo de 2016, temporada en la que solo disputó 6 juegos como relevista con una efectividad de 9.45 (ERA). El 7 de noviembre de 2016 fue dejado como agente libre.

### Astros de Houston
Díaz firmó un contrato de ligas menores con los Astros de Houston el 21 de enero de 2017. asignado al Fresno Grizzlies de la Pacific Coast League disputando 12 juegos, 7 de ellos como cerrador acumuló 2 juegos ganados y 18 ponches con una efectividad de 2.30 (ERA).
El 14 de mayo de 2017 regresó a las Ligas Mayores jugando para Astros de Houston permitiendo 3 carreras en el noveno episodio frente a los New York Yankees juego que finalizó 10-7 a favor de su equipo en el estadio de los Yankees, ve acción en 10 juegos con marca de una victoria y una derrota y efectividad de 9.00.

### Angelinos de Los Ángeles (Ligas menores)
El 4 de septiembre de 2017 fue seleccionado por Los Angelinos de Los Ángeles de la lista de waivers, participó en los entrenamientos primaverales para la temporada 2018 pero es enviado a Clase A Avanzada donde solo ve acción en once juegos con Inland Empire 66ers, el 11 de octubre de 2018 se convierte en agente libre.

## Números usados en las Grandes Ligas
- 50 Cincinnati Reds (2016)
- 38 Houston Astros (2017)

## Estadísticas de pitcheo en Grandes Ligas
Estas son las estadísticas de pitcheo en sus dos temporadas.
| Año   | Equipo          | Liga | Juegos | W | L | W-L  | ERA  | WHIP  | K  |
| ----- | --------------- | ---- | ------ | - | - | ---- | ---- | ----- | -- |
| 2016  | Cincinnati Reds | NL   | 6      | 0 | 0 |      | 9.45 | 2.550 | 3  |
| 2017  | Houston Astros  | AL   | 10     | 1 | 1 | .500 | 9.00 | 1.615 | 20 |
| TOTAL |                 |      | 16     | 1 | 1 | .500 | 9.15 | 1.932 | 23 |

## Estadísticas en Clásico Mundial
Estas son las estadísticas de pitcheo en el Clásico Mundial.
| Año   | Equipo   | Fase          | Entradas | W | L | W-L | ERA   | SV | K |
| ----- | -------- | ------------- | -------- | - | - | --- | ----- | -- | - |
| 2012  | Colombia | Clasificación | 1.1      | 0 | 0 |     | 20.25 | 0  | 1 |
| 2017  | Colombia | Clásico       | 2.0      | 0 | 0 |     | 0.00  | 1  | 1 |
| TOTAL |          |               | 3.0      | 0 | 0 |     | 3.00  | 1  | 2 |

## Ligas Invernales
Equipos en los que actuó por las diferentes Ligas Invernales.
| Equipo                   | Liga                                                   | País                               | Temporada |
| ------------------------ | ------------------------------------------------------ | ---------------------------------- | --------- |
| Caimanes de Barranquilla | Liga Profesional de Béisbol Colombiano                 | Bandera de Colombia                | 2011-12   |
| Caimanes de Barranquilla | Liga Profesional de Béisbol Colombiano                 | Bandera de Colombia                | 2012-13   |
| Caimanes de Barranquilla | Liga Profesional de Béisbol Colombiano                 | Bandera de Colombia                | 2013-14   |
| Cangrejeros de Santurce  | Liga de Béisbol Profesional Roberto Clemente           | Bandera de Puerto Rico             | 2014-15   |
| Cardenales de Lara       | Liga Venezolana de Béisbol Profesional                 | Bandera de Venezuela               | 2015-16   |
| Cardenales de Lara       | Liga Venezolana de Béisbol Profesional                 | Bandera de Venezuela               | 2016-17   |
| Leones del Escogido      | Liga de Béisbol Profesional de la República Dominicana | Bandera de la República Dominicana | 2017-18   |

## Liga Colombiana de Béisbol Profesional
A continuación logros y estadísticas en Colombia.

### Campeón
- 2012-13 con Caimanes de Barranquilla.

### Estadísticas
Estas son las estadísticas de pitcheo en sus tres temporadas.
| Año     | Equipo                   | Liga | W | L | W-L   | SV | K  |
| ------- | ------------------------ | ---- | - | - | ----- | -- | -- |
| 2011-12 | Caimanes de Barranquilla | LCBP | 1 | 0 | 1.000 | 0  | 12 |
| 2012-13 | Caimanes de Barranquilla | LCBP | 0 | 0 |       | 0  | 2  |
| 2013-14 | Caimanes de Barranquilla | LCBP | 0 | 0 |       | 0  | 14 |
| TOTAL   |                          |      | 1 | 0 | 1.000 | 0  | 28 |